# Павловский район (Нижегородская область)
Па́вловский райо́н — административно-территориальное образование (район) в Нижегородской области России. В рамках организации местного самоуправления ему соответствует Павловский муниципальный округ (с 2004 до 2020 гг. — муниципальный район).
Административный центр — город Павлово.

## География
Граничит с Володарским, Сосновским и Вачским и Богородским районами (муниципальными округами) Нижегородской области, а также с Владимирской областью. Площадь района — 109,9 тыс. га. На территории Павловского района леса произрастают на 42,4 тыс. га — 38,6 % всей территории района, сельскохозяйственные угодья составляют — 43,8 тыс.га — 40 %, в том числе Под пашни отведено 27,2 тыс. га.

## История
На территории района находится три города: Павлово, Ворсма и Горбатов. Каждый из них славится старинными народными промыслами, на базе которых возникла и развилась современная промышленность.
Первое упоминание о селе Павлово, вокруг которого впоследствии сформировался Павловский район, относится к «Павлову острогу», построенному в сер. XVI в. при царском дворце. Историки относят возникновение поселения Павлов Острог к грамоте времён Ивана Грозного, сохранившейся с 1566 года. Официальная версия названия города — по имени первого посадского в деревянной крепости (остроге), именно так Павлово упоминается во всех документах: «Павлов острог». Изначально под защитой острога жили стрельцы и пушкари, а также мастеровые: кузнецы, жестянщики, медники, бочары, горшечники.В начале XVII века село — центр кустарного производства железных и стальных изделий (замки́, ножи и др.). В селе Тумботине привилось производство ножниц. В городе Горбатове (с 1779 года — центр обширного уезда, включающего Павлово и Богородск) развивалось веревочное производство.

«Кому не известны павловские изделия? Почти всякий из нас обедает с павловским ножом и вилкою, чинит перо павловским ножичком, запирает свои пожитки павловским замком, с некоторого времени и бриться стали павловскими бритвами».
— Русский писатель П. И. Мельников-Печерский 
В 1919 году Павлово получило статус города. В этом же году был образован Павловский уезд, который в 1929 году был преобразован в Павловский район.
В годы второй пятилетки в городе Ворсме был построен медикоинструментальный завод. В 1932 году вошёл в строй завод автотракторного инструмента (ЗАТИ). В это же время расширяется производство слесарно-монтажного, столярного, сапожного инструмента в городе Павлове, выпуск разнообразных ножниц в посёлке Тумботине. Здесь же развивается производство хирургического инструмента.
В 1952 году на базе ЗАТИ и Горьковского автобусного завода, переведённого в Павлово, был образован Павловский автобусный завод. Так, Павлово из кустарного села постепенно превратилось в развитый индустриальный город, а район теперь считается центром Павловско-Сосновско-Вачского металлопромышленного округа.
17 мая 1962 года к Павловскому району была присоединена часть территории упразднённого Сосновского района.

## Население
| 1939     | 1959    | 1970    | 1979    | 1989    | 2002     | 2008     | 2009     | 2010     |
| -------- | ------- | ------- | ------- | ------- | -------- | -------- | -------- | -------- |
| 101 733  | ↘52 339 | ↗53 210 | ↘50 972 | ↘47 875 | ↗108 240 | ↘101 310 | ↘100 202 | ↗100 960 |
| 2011     | 2012    | 2013    | 2014    | 2015    | 2016     | 2017     | 2018     | 2019     |
| ↘100 689 | ↘99 732 | ↘98 856 | ↘97 889 | ↘96 715 | ↘95 908  | ↘95 284  | ↘94 355  | ↘93 162  |
| 2020     | 2021    | 2024    | 2025    |         |          |          |          |          |
| ↘92 394  | ↗93 923 | ↘91 822 | ↘90 990 |         |          |          |          |          |

### Урбанизация
Городское население (города Ворсма, Горбатов, Павлово и рабочий посёлок Тумботино) составляет 81,96 % от всего населения района.

## Административно-муниципальное устройство
В Павловский район, в рамках административно-территориального устройства области, входят 10 административно-территориальных образований, в том числе 3 города районного значения, 1 рабочий посёлок и 6 сельсоветов.
| №  | Административно- территориальное (муниципальное) образование | Административный центр    | Количество населённых пунктов | Население (чел.) | Площадь (км²) |
| -- | ------------------------------------------------------------ | ------------------------- | ----------------------------- | ---------------- | ------------- |
| 1  | город Ворсма                                                 | город Ворсма              | 1                             | ↘10 253          | 22,78         |
| 2  | город Горбатов                                               | город Горбатов            | 17                            | ↘2236            | 176,71        |
| 3  | город Павлово                                                | город Павлово             | 1                             | ↘56 680          | 43,11         |
| 4  | рабочий посёлок Тумботино                                    | рабочий посёлок Тумботино | 14                            | ↘8489            | 386,28        |
| 5  | Абабковский сельсовет                                        | село Абабково             | 9                             | ↘2025            | 104,71        |
| 6  | Варежский сельсовет                                          | село Вареж                | 22                            | ↘1147            | 67,30         |
| 7  | Грудцинский сельсовет                                        | село Грудцино             | 6                             | ↘1499            | 103,01        |
| 8  | Калининский сельсовет                                        | деревня Лаптево           | 10                            | ↘4146            | 97,76         |
| 9  | Коровинский сельсовет                                        | деревня Ясенцы            | 5                             | ↘2245            | 47,93         |
| 10 | Таремский сельсовет                                          | село Таремское            | 10                            | ↘3674            | 47,54         |

Первоначально на территории района к 2004 году выделялись 3 города районного значения, 1 рабочий посёлок и 8 сельсоветов. В рамках организации местного самоуправления в 2004—2009 гг. в существовавший в этот период Павловский муниципальный район входили соответственно 12 муниципальных образований, в том числе 4 городских поселения и 8 сельских поселений. В 2009 году были упразднены 2 сельсовета: Щепачихинский сельсовет был присоединён к городскому поселению рабочий посёлок Тумботино, а Чмутовский сельсовет — к городскому поселению город Горбатов. 
В Павловский муниципальный район, в рамках организации местного самоуправления, входили соответственно 10 муниципальных образований, в том числе 4 городских поселения и 6 сельских поселений. В мае 2020 года муниципальный район и все входившие в его состав поселения были упразднены и объединены в Павловский муниципальный округ.

## Населённые пункты
В Павловском районе 95 населённых пунктов, в том числе 4 городских населённых пункта — 3 города и посёлок городского типа (рабочий посёлок) — и 91 сельский населённый пункт.
| №  | Населённый пункт | Тип             | Население | Административно- территориальное (муниципальное) образование |
| -- | ---------------- | --------------- | --------- | ------------------------------------------------------------ |
| 1  | Павлово          | город           | ↘55 307   | город Павлово                                                |
| 2  | Ворсма           | город           | ↘10 162   | город Ворсма                                                 |
| 3  | Горбатов         | город           | ↗2009     | город Горбатов                                               |
| 4  | Тумботино        | рабочий посёлок | ↗7095     | рабочий посёлок Тумботино                                    |
| 5  | Абабково         | село            | ↗1181     | Абабковский сельсовет                                        |
| 6  | Аксентьево       | деревня         | ↘41       | Варежский сельсовет                                          |
| 7  | Александровка    | деревня         | ↘2        | Таремский сельсовет                                          |
| 8  | Амачкино         | деревня         | ↗14       | Таремский сельсовет                                          |
| 9  | Бабасово         | деревня         | ↘68       | рабочий посёлок Тумботино                                    |
| 10 | Бандино          | деревня         | ↘28       | Варежский сельсовет                                          |
| 11 | Большое Давыдово | село            | ↗2002     | Калининский сельсовет                                        |
| 12 | Большое Иголкино | деревня         | ↘45       | Варежский сельсовет                                          |
| 13 | Большое Мартово  | село            | ↘53       | Калининский сельсовет                                        |
| 14 | Большое Окское   | деревня         | ↗189      | рабочий посёлок Тумботино                                    |
| 15 | Борок            | деревня         | ↘55       | город Горбатов                                               |
| 16 | Бужерово         | деревня         | ↘0        | Варежский сельсовет                                          |
| 17 | Булатниково      | деревня         | ↘27       | Калининский сельсовет                                        |
| 18 | Вакулово         | деревня         | →0        | Варежский сельсовет                                          |
| 19 | Вареж            | село            | ↘365      | Варежский сельсовет                                          |
| 20 | Венец            | деревня         | ↘95       | рабочий посёлок Тумботино                                    |
| 21 | Верхнее Кожухово | деревня         | ↘7        | город Горбатов                                               |
| 22 | Ворвань          | деревня         | ↘62       | Коровинский сельсовет                                        |
| 23 | Выборково        | деревня         | ↗4        | Варежский сельсовет                                          |
| 24 | Гомзово          | деревня         | ↘63       | Абабковский сельсовет                                        |
| 25 | Горбаново        | деревня         | ↘2        | Варежский сельсовет                                          |
| 26 | Грудцино         | село            | ↘1290     | Грудцинский сельсовет                                        |
| 27 | Детково          | село            | ↘17       | Калининский сельсовет                                        |
| 28 | Долгово          | деревня         | ↘46       | Таремский сельсовет                                          |
| 29 | Долотково        | деревня         | ↘96       | Грудцинский сельсовет                                        |
| 30 | Дуброво          | деревня         | →0        | Грудцинский сельсовет                                        |
| 31 | Жестелёво        | деревня         | ↘122      | Абабковский сельсовет                                        |
| 32 | Завалищи         | деревня         | ↘399      | Таремский сельсовет                                          |
| 33 | Заплатино        | деревня         | ↗61       | Таремский сельсовет                                          |
| 34 | Захарово         | деревня         | ↘11       | Абабковский сельсовет                                        |
| 35 | Касаново         | деревня         | ↘119      | Абабковский сельсовет                                        |
| 36 | Кишемское        | деревня         | ↘80       | Коровинский сельсовет                                        |
| 37 | Кишкино          | деревня         | ↘91       | Грудцинский сельсовет                                        |
| 38 | Козловка         | деревня         | ↗268      | рабочий посёлок Тумботино                                    |
| 39 | Комарово         | деревня         | ↘514      | Абабковский сельсовет                                        |
| 40 | Коровино         | деревня         | ↗172      | Коровинский сельсовет                                        |
| 41 | Криуша           | деревня         | ↘52       | Варежский сельсовет                                          |
| 42 | Крюки            | деревня         | ↘5        | Таремский сельсовет                                          |
| 43 | Кряжи            | деревня         | ↘161      | Варежский сельсовет                                          |
| 44 | Лаптево          | деревня         | ↗1382     | Калининский сельсовет                                        |
| 45 | Липовицы         | деревня         | ↘4        | Варежский сельсовет                                          |
| 46 | Лисёнки          | деревня         | ↘9        | город Горбатов                                               |
| 47 | Лохани           | деревня         | ↘160      | Варежский сельсовет                                          |
| 48 | Максаково        | деревня         | ↘26       | Варежский сельсовет                                          |
| 49 | Малая Тарка      | деревня         | ↗125      | Абабковский сельсовет                                        |
| 50 | Малое Иголкино   | село            | ↘181      | Варежский сельсовет                                          |
| 51 | Малое Мартово    | деревня         | ↘13       | Калининский сельсовет                                        |
| 52 | Малое Окское     | деревня         | ↗250      | рабочий посёлок Тумботино                                    |
| 53 | Медвежье         | деревня         | ↘36       | Абабковский сельсовет                                        |
| 54 | Меленки          | деревня         | ↘42       | Таремский сельсовет                                          |
| 55 | Мещёра           | деревня         | ↘8        | город Горбатов                                               |
| 56 | Михалицы         | деревня         | ↘17       | Варежский сельсовет                                          |
| 57 | Молодёжный       | посёлок         | →45       | Абабковский сельсовет                                        |
| 58 | Молявино         | деревня         | ↘480      | Таремский сельсовет                                          |
| 59 | Мордовское       | деревня         | ↘13       | Калининский сельсовет                                        |
| 60 | Мошково          | деревня         | ↘29       | Варежский сельсовет                                          |
| 61 | Мунькино         | деревня         | ↘5        | город Горбатов                                               |
| 62 | Нижнее Кожухово  | деревня         | →0        | город Горбатов                                               |
| 63 | Низково          | деревня         | ↘20       | город Горбатов                                               |
| 64 | Ново             | деревня         | ↘54       | Варежский сельсовет                                          |
| 65 | Новое Щербинино  | деревня         | ↘98       | рабочий посёлок Тумботино                                    |
| 66 | Окулово          | село            | ↘4        | город Горбатов                                               |
| 67 | Пестряково       | деревня         | ↘1        | город Горбатов                                               |
| 68 | Погорелка        | деревня         | ↘12       | город Горбатов                                               |
| 69 | Поляна           | деревня         | ↘1        | город Горбатов                                               |
| 70 | Попадьино        | деревня         | ↘151      | город Горбатов                                               |
| 71 | Пруды            | деревня         | ↘12       | город Горбатов                                               |
| 72 | Пурка            | деревня         | ↘121      | Варежский сельсовет                                          |
| 73 | Рыбино           | деревня         | ↘134      | Коровинский сельсовет                                        |
| 74 | Самойловка       | деревня         | ↗142      | рабочий посёлок Тумботино                                    |
| 75 | Санницы          | деревня         | ↗208      | рабочий посёлок Тумботино                                    |
| 76 | Сосновка         | деревня         | ↘5        | город Горбатов                                               |
| 77 | Старое Щербинино | деревня         | ↘175      | рабочий посёлок Тумботино                                    |
| 78 | Степаньково      | деревня         | ↘226      | рабочий посёлок Тумботино                                    |
| 79 | Таремское        | село            | ↘3074     | Таремский сельсовет                                          |
| 80 | Фроловское       | село            | ↘67       | Грудцинский сельсовет                                        |
| 81 | Чернеево         | деревня         | ↘161      | Калининский сельсовет                                        |
| 82 | Чирьево          | деревня         | →0        | Варежский сельсовет                                          |
| 83 | Чирятьево        | деревня         | ↘19       | Варежский сельсовет                                          |
| 84 | Чмутово          | село            | ↘237      | город Горбатов                                               |
| 85 | Чубалово         | деревня         | ↘8        | город Горбатов                                               |
| 86 | Чудиново         | деревня         | ↗83       | Грудцинский сельсовет                                        |
| 87 | Шамшилово        | деревня         | ↘10       | Варежский сельсовет                                          |
| 88 | Шепелево         | деревня         | ↘0        | Таремский сельсовет                                          |
| 89 | Шишкино          | деревня         | ↘20       | Калининский сельсовет                                        |
| 90 | Шульгино         | деревня         | ↘133      | рабочий посёлок Тумботино                                    |
| 91 | Щёлково          | деревня         | ↘51       | рабочий посёлок Тумботино                                    |
| 92 | Щепачиха         | деревня         | ↗285      | рабочий посёлок Тумботино                                    |
| 93 | Юрьевец          | деревня         | ↘53       | Варежский сельсовет                                          |
| 94 | Ярымово          | село            | ↘855      | Калининский сельсовет                                        |
| 95 | Ясенцы           | деревня         | ↘2012     | Коровинский сельсовет                                        |

## Экономика района
Промышленность
Предприятия промышленности составляют основную долю (78 %) в общем объёме материального производства Павловского района. В районе работают 19 крупных и средних предприятий, в том числе: 3 в области сельского хозяйства, 20 — это ремонт автотранспортных средств и мотоциклов, оптовая и розничная торговля. В районе 4 гостиницы, 5 банков; 8 организаций в области научной и технической деятельности; 23 — социальная деятельность; образование — 83; здравоохранение и социальные услуги — 9; культура, спорт, организация досуга и развлечений — 20.
Павловский район — центр Павловско-Сосновско-Вачского металлообрабатывающего округа, большая часть продукции поставляется на общероссийский рынок.
Основные предприятия Павловского района: ООО «Павловский автобусный завод», ПАО «Павловский автобус», ОАО «Гидроагрегат», ОАО «Павловский ордена Почёта завод художественных металлоизделий им. Кирова», ЗАО «Инструм-Рэнд», ОАО «МИЗ им. В. И. Ленина», ПАО ПО «Горизонт», ОАО «Медико-инструментальный завод им. М. Горького», ООО НПО «Мехинструмент», ОАО «Митра», ООО Агрофирма «Павловская», ЗАО «Медполимер ЛТД», ООО "Компания «Хлебный дом», АО ПМЗ «Восход», ОАО «Павловский механический завод „Восход“», ОАО «Ворсма» (медикоинструментальный завод им. Ленина), ОАО «Медикоинструментальный завод им. М. Горького» и другие
В 2008 году объём реализованных товаров собственного производства составил 16,2 млрд руб., (рост 104,2 проц. в действующих ценах). Предприятиями промышленности отгружено продукции на сумму 13,1 млрд руб.
Сельское хозяйство
В области сельского хозяйства район находится в списке лидеров Нижегородской области. Работают 10 крупных, средних и малых сельхозпредприятий, занимающихся как животноводством, так и растениеводством (89,2 % занимает животноводство). Их доля составляет 96,8 % сельскохозяйственного производства. В районе также трудятся 18 КФК, на долю которых приходится 1,1 % — это 60,9 млн рублей. Личное подсобное хозяйство также хорошо развито в районе, число личных подворий — 10 419, в них производится продукции на сумму около 400,7 млн рублей.

### Ресурсы
Земельные ресурсы
Почвы в районе преобладают подзолистые. Нижегородская область располагает практически неограниченными запасами гипса и ангидрита, значительная часть которых находится на территории Павловского района. Запасы гипса и ангидрита Павловского месторождения оцениваются в 157000000 тонн и залегают на незначительной глубине. Гипс характеризуется высоким качеством и может с успехом использоваться отечественными и зарубежными предприятиями в производстве стройматериалов, портландцемента и другой продукции. Верхние чистые слои гипса пригодны для получения медицинского гипса. Особенно выделяется месторождение этого гипса к юго-западу от Павлова у деревни Меленки и деревни Крюки. Ангидрит положительно оценен как сырьё для ангидритового цемента. Месторождения гипсов и соответствующих им ангидритов толщиной от 3 до 20 метров залегают по правому возвышенному берегу Оки. В настоящее время месторождение не разрабатывается.
Весьма ценными природными ресурсами для района являются залежи различных по окраске и мощности залегания известняков и доломитов, которые расположены в северной части района у деревни Окуловой и деревни Пруды. Наиболее прочные сорта доломитов используются на фундаменты построек и для покрытия грунтовых дорог. Пористые и менее плотные слои известняков применяются для производства доломитовой муки.
Район располагает незначительными запасами строительных песков (менее 2000000 м³), карбонатных пород (возможно выявление залежей). Повсеместно распространены различные, в том числе гончарные, кирпичные и черепичные глины, есть запасы глин для строительной керамики (менее 1000000 м³).
На всей территории района залегают мергели белого, красного и тёмно-вишневого цвета. Самые мощные месторождения их расположены между деревнями Окулово и Сосновка. Мергели могут быть использованы для производства изразцовых плиток, а также для известкования подзолистых почв.
К топливно-энергетических ресурсам района относятся месторождения торфа. Размеры торфяных болот колеблются от 2,5 до 500 гектар, а в долине реки Оки достигают 1000 гектар. Торф широко используется как удобрение и очень мало — в качестве топлива.
Водные ресурсы
Озёра
Озёра Павловского района имеют, в основном, карстовое и речное происхождение. Используются для хозяйственных и рекреационных целей. Некоторые из них являются памятниками природы областного значения.
| - Ворсменское (Тосканка) - Кусторка - Святое Тумботинское (Свято) - Святое Щепачихинское (Старое Свято) - Лосиное - Истра | - Кузьминское - Чёртово - Круглое - Ключик - Лисёнковские озёра - Озёра Горбатовской поймы |

### Транспорт
Транспортные магистрали
- Нижний Новгород — Ряжск,
- К32 Павлово — Гороховец,
- К36 Павлово — Саконы[6].

## Образование
В настоящее время в Павловском районе работают 112 образовательных учреждений. Среди них 42 школы, в том числе:
- 18 средних школ,
- 8 основных,
- 12 начальных,
- 2 вечерних,
- вспомогательная школа;
- школа-интернат для детей сирот,
- детский дом,
- 51 детское дошкольное учреждение[5].

Система профессионального образования в районе представлена двумя государственными образовательными учреждениями — профессиональными училищами № 16, 31.
Кадры для промышленных предприятий района готовят Павловский автомеханический техникум им. И. И. Лепсе и художественно-промышленный техникум (бывшее ПУ № 23).
В Павлове находятся 7 филиалов высших учебных заведений:
- Нижегородского государственного технического университета,
- Нижегородского государственного университета им. Лобачевского,
- Нижегородского государственного архитектурно-строительного университета,
- Волго-Вятской академии госслужбы,
- Нижегородского института менеджмента и бизнеса,
- Российского нового университета,
- Московского института экономики, менеджмента и права[5].

## Культура
В районе широко развита сеть учреждений культуры. В настоящее время в неё входят:
- 26 учреждений культурно-досугового типа,
- 31 библиотека,
- художественная школа,
- музыкальная школа,
- 2 школы искусств — Тумботинская и Ворсменская,
- 10 филиалов детских музыкальных и художественных школ,
- выставочный зал,
- Павловский исторический музей,
- дворец культуры ОАО «Гидроагрегат», располагающий большим и малым зрительными залами на 1200 мест и хорошими помещениями для работы различных самодеятельных коллективов и кружков[5].

## Спорт
На территории района ведут работу по физической культуре и спорту 54 коллектива, из них 13 в сельской местности. В районе находится 20 физкультурно-оздоровительных центра предприятий и 91 спортивное сооружение, в том числе:
- 6 стадионов,
- 2 дома спорта,
- 46 спортзалов,
- 1 плавательный бассейн,
- 2 лыжные базы,
- 3 стрелковых тира[5].

## Достопримечательности
Город Павлово и Павловский район обладают достаточно широким спектром историко-культурных и природных достопримечательностей, народных художественных промыслов.
Главный объект познавательного туризма в районе — Павловский исторический музей, расположенный в бывшей усадьбе купца В. И. Гомулина (одно из красивейших зданий 2-й половины XIX века) и рассказывающий об истории павловских сталеслесарных промыслов.
В 1995 году восстановлен женский Абабковский монастырь на Оке, бывший в XIX веке одним из центров иконописи, рукоделия и благотворительности.
В значительной мере сохранились исторические центры городов Павлова (в том числе здания связанные с историей создания Павловских очерков В. Г. Короленко) и Горбатова. Оба города входят в список исторических населённых пунктов федерального значения.
Павловский район — один из центров развития народных художественных промыслов в Нижегородской области. Среди изделий, изготовляемых предприятиями и народными мастерами района — столовые наборы, украшенные гравировкой по металлу, туристические, охотничьи и рыболовные ножи, ювелирные украшения, художественная ковка.
Большой интерес представляют павловские охоты — комнатное цитрусоводство, разведение певчих канареек (в городе Павлове действует клуб канароводов), петушиные и гусиные бои.
В районе много живописных мест: озеро Тосканка, Тумботинский заказник и другие. В райцентре имеется значительный по протяженности пляж.
Южнее деревни Домниной, на правом берегу Оки и левом берегу реки Кишмы находятся комплексы археологических памятников регионального значения — стоянки Кишма-I и Кишма-VIII

## Лечебные учреждения
В районе находятся 42 медицинских учреждения, в том числе: 14 больничных учреждений, из них:
- в городской местности:
  - Центральная районная больница,
  - МСЧ ОАО «Гидроагрегат»,
  - МСЧ ОАО «Павловский автобус»,
  - детская поликлиника,
  - родильный дом,
  - наркологический диспансер,
  - противотуберкулезный санаторий,
  - детский психоневрологический санаторий федерального значения
- в сельской местности:
  - Ворсменская больница,
  - Горбатовская больница,
  - больница пгт. Тумботино,
  - дневные стационары при амбулатории в сёлах Абабкове, Ясенцах[5].

## Люди, связанные с Павловским районом
- Альбов, Николай Михайлович (1866—1897) — ботаник-путешественник (с. Павлово).
- Колдунов, Сергей Александрович (1901—1995) — русский советский писатель (с. Павлово).
- Савельев, Виктор Константинович (1810—1882) — археолог и нумизмат (г. Горбатов).
- Фаворский, Алексей Евграфович (1860—1945) — русский, советский химик-органик, академик АН СССР (1929), Герой Социалистического Труда (1945), лауреат Сталинской премии первой степени. (с. Павлово).